# Stefan Frelander
Stefan Karl-Erik Frelander, född 20 januari 1961 i Uddevalla i Bohuslän, är en svensk röstskådespelare. Frelander spelar den svenska rösten till Scooby-Doo och Fred i Scooby-Doo. Han har även gjort många röster till olika serier på Cartoon Network, till exempel Johnny Bravo, samt Ed och Eddy i Ed, Edd & Eddy. Frelander spelar även rösten till Ratata, hunden i Lucky Luke, samt Bartok, den vite fladdermusen i Anastasia (1997) och Bartok – en riktig hjälte (1999). En mindre känd roll är "Krälar'n" (även kallad "Krypet") i 1998 års nydubbning av Taran och den magiska kitteln (1985). Han är antagligen mest känd för att ha lånat ut sin röst till dinosaurien Rex i Toy Story. Han dubbade också Terrador till svenska i datorspelet The Legend of Spyro: Dawn of the Dragon år 2008.

## Filmografi (urval)
- 1969 – Scooby-Doo, var är du! (TV-serie) (röst som Scooby-Doo och Fred (Sun Studio))
- 1976 – Scooby-Doo (TV-serie) (röst som Scooby-Doo och Fred (Sun Studio))
- 1987 – Scooby-Doo möter bröderna Bu (röst som Scooby-Doo)
- 1988 – Scooby-Doo och Ghoulskolan (röst som Scooby-Doo)
- 1989 – Scooby Doo och den motvillige varulven (röst som Scooby-Doo)
- 1994 – Scooby-Doo och arabiska nätter (röst som Scooby-Doo)
- 1995 – Toy Story (röst som Rex)
- 1996 – Stålmannen (TV-serie) (röst som Metallo/John Corben och Parasiten/Rudy Jones (Sun Studio, säsong 1))
- 1996 – Space Jam (röst som Larry Johnson/Monstar Nawt)
- 1997 – Anastasia (röst som Bartok (vit fladdermus))
- 1998 – Scooby-Doo på Zombieön (röst som Scooby Doo och Fred)
- 1999 – Scooby-Doo och häxans spöke (röst som Scooby Doo och Fred)
- 1999 – Toy Story 2 (röst som Rex)
- 1999 – Bartok - en riktig hjälte (röst som Bartok)
- 2000 – Scooby-Doo och inkräktarna från rymden (röst som Scooby Doo och Fred)
- 2001 – Scooby-Doo och cyberjakten (röst som Scooby Doo och Fred)
- 2002 – Våran Scooby-Doo (TV-serie) (röst som Scooby-Doo)
- 2003 – Scooby-Doo och legenden om vampyren (röst som Scooby-Doo)
- 2003 – Looney Tunes: Back in Action (röst som Speedy Gonzales och Scooby-Doo)
- 2004 – Scooby-Doo och Loch Ness-monstret (röst som Scooby-Doo)
- 2010 – Toy Story 3 (röst som Rex)
- 2019 – Toy Story 4 (röst som Rex)